# Рубедо
Рубедо (лат. Rubedo, дословно — «краснота») — алхимический термин, которым, начиная с XV—XVI века, алхимики в западной традиции определяют четвёртый этап Великого делания, заключающийся в достижении просветлённого сознания, слияния духа и материи, создания философского камня.
Три предыдущих этапа:
- нигредо (чернота),
- альбедо (белизна),
- цитринитас (желтизна).

На последнем этапе к работе необходимо относиться особенно внимательно, сосредоточенно и осторожно, так как всё может закончиться взрывом. Рубедо связано с планетой Юпитер и Солнцем, с четвёртой лунной фазой.
В рамках психологической науки (в частности, последователями психологии Юнга) эти алхимические этапы приняты в качестве аналогии с процессом достижения индивидуации: самость проявляется в «целостности» всех этапов, в точке, в которой человек обнаруживает свою истинную природу.